# Lista de partidos políticos do Paraguai

## Ativos
| Nome                              | Nome nativo                         | Sigla  | Fundação | Ideologia                    |
| --------------------------------- | ----------------------------------- | ------ | -------- | ---------------------------- |
| Aliança Patriótica para a Mudança | Alianza Patriótica por el Cambio    | APC    | 2008     | Social-democracia            |
| Partido Liberal Radical Autêntico | Partido Liberal Radical Auténtico   | PLRA   | 1978     | Liberalismo                  |
| Partido Revolucionário Febrerista | Partido Revolucionario Febrerista   | PRF    | 1951     | Socialismo democrático       |
| Partido Encontro Nacional         | Partido Encuentro Nacional          | PEN    | 1991     | Social-democracia            |
| Partido País Solidário            | Partido País Solidario              | PPS    | 2000     | Socialismo democrático       |
| Partido Democrata Cristão         | Partido Demócrata Cristiano         | PDC    | 1960     | Democracia cristã            |
| Movimento para o Socialismo       | Movimiento al Socialismo            | P-MAS  | ?        | Socialismo                   |
| Partido Colorado                  | Asociación Nacional Republicana     | ANR-PC | 1887     | Conservadorismo              |
| Movimento Pátria Querida          | Movimiento Patria Querida           | MPQ    | 2002     | Conservadorismo Nacionalismo |
| União Nacional de Cidadãos Éticos | Unión Nacional de Ciudadanos Éticos | UNACE  | 2002     | Conservadorismo              |
| Partido Pátria Livre              | Partido Patria Libre                | PPL    | 1990     | Marxismo-Leninismo           |
| Partido Comunista                 | Partido Comunista Paraguayo         | PCP    | 1928     | Comunismo                    |